# Miroslav Svoboda (politik ČSSD)
Miroslav Svoboda (* 30. března 1962) je český politik, v letech 2002 až 2010 a pak 2011 až 2013 poslanec Poslanecké sněmovny za ČSSD. Později vstoupil do strany PRO 2022.

## Biografie
V období let 1982-1990 pracoval v technickém vedení vysílacích pracovišť v Československém rozhlasu Praha. Po roce 1989 byl podnikatelem v oboru komunikační a zabezpečovací techniky. Do roku 1989 byl členem KSČ. Do ČSSD vstoupil roku 1994. Stal se místopředsedou Obvodního výkonného výboru ČSSD Praha 10 a Krajského výkonného výboru ČSSD Praha.
V komunálních volbách roku 1998 neúspěšně kandidoval do zastupitelstva městské části Praha 10 za ČSSD. Zasedl sem dodatečně v roce 2000. Zvolen sem byl pak v komunálních volbách roku 2002 a komunálních volbách roku 2010. Profesně se k roku 1998 uvádí jako podnikatel, v roce 2002 coby poslanec a roku 2010 jako ekonom. Mezitím byl v komunálních volbách roku 2006 za ČSSD zvolen do zastupitelstva městské části Praha 11.
Ve volbách v roce 2002 byl zvolen do poslanecké sněmovny za ČSSD (volební obvod Praha). Byl členem sněmovního rozpočtového výboru. Poslanecký mandát obhájil ve volbách v roce 2006. Byl členem rozpočtového výboru a místopředsedou výboru pro obranu. Kandidoval i ve volbách v roce 2010, ale nebyl zvolen. Do sněmovny nicméně nastoupil dodatečně v březnu 2011 jako náhradník poté, co rezignoval Martin Pecina. Zasedl do rozpočtového výboru.
V červenci 2011 Svobodu vyzvalo vedení ČSSD k rezignaci na stranické funkce kvůli kauze údajně opsané diplomové práce. Odchod ze sněmovny vedení strany nepožadovalo, ale prohlásilo, že vývoj kauzy bude zohledněn při jeho zařazení na kandidátní listinu v příštích volbách. Svoboda odmítl rezignovat s tím, že stejně zastává je funkci předsedy krajské kontrolní komise pro Prahu. Podezření na plagiátorství své diplomové práce odmítl jako nepodložená a účelově formulovaná vnitrostranickými oponenty. Předmětem kauzy byla Svobodova diplomová práce na Vysoké škole finanční a správní. Ta byla podle informací tisku z velké části opsaná. Nacházel se v ní souvislý úsek deset stran opsaný z jiné práce. Na odhalení Svoboda reagoval s tím, že „Je mi to celé nesmírně trapné. Titul ale vracet nebudu, vystudoval jsem totiž řádně. Chodil jsem tam pět a půl roku. Teď hledám cestu, zda mohu práci otevřít a předělat, aby bylo vše v pořádku.“
V senátních volbách roku 2010 byl kandidátem ČSSD za senátní obvod č. 22 – Praha 10. V 1. kole získal 18 % hlasů a nepostoupil do 2. kola.
Ve volbách do Evropského parlamentu v červnu 2024 kandidoval jako člen strany PRO 2022 na 21. místě kandidátky uskupení „PRO – Jindřicha Rajchla“ (tj. strana PRO 2022 a hnutí SV PRO ZS). Strana však získala pouze 2,15 % hlasů, takže neuspěl.